# Barbara Probst Solomon
Barbara Probst Solomon (Nova York, 23 de desembre de 1928 — 1 de setembre de 2019) fou una escriptora, assagista i periodista estatunidenca.
Després de graduar-se a l'escola secundària de Dalton es va traslladar a viure a París, finalitzada la Segona Guerra Mundial. Allí va prendre consciència que Europa no hi havia fet gran cosa per salvar a la seva població jueva, la qual cosa va determinar el seu compromís personal amb la causa de les llibertats i la defensa dels drets humans que impregnaran des de llavors el desenvolupament d'una perllongada trajectòria literària i activisme social.
Durant la seva estada a París va col·laborar amb Paco Benet (el germà del novel·lista Juan Benet) en el rescat d'estudiants espanyols d'un camp de treball proper a Madrid. Posteriorment, a París, el va ajudar a publicar i passar de contraban a Espanya la revista dissident Península.
Les seves obres publicades inclouen dues novel·les, dos volums de memòries i una recopilació d'assaigs. En 2007, Solomon va rebre el premi Women Together Award, atorgat per Nacions Unides com a tribut a "un grup de dones que comparteixen el compromís pel seu treball i la devoció per fer del món un lloc millor". És membre del Sarah Lawrence College i professora visitant de la Universitat Internacional Menéndez Pelayo. Solomon també exerceix de periodista com a corresponsal als Estats Units per al diari espanyol El País. El 2008 va rebre el Premi de Periodisme Francisco Cerecedo.
Al novembre de 2010, el Consell de Ministres d'Espanya li va concedir l'Orde de les Arts i les Lletres d'Espanya. En 2015 va rebre la creu de l'Orde d'Isabel la Catòlica.

## Obres
- Arriving where we started (1972)
- Short Flights (1983)
- Horse-Trading and Ecstasy: Essays (1989)
- Smart Hearts In The City (1992)
- Arriving Where We Started (1998)
- The beat of life (1999)
- America--Meet Modernism! Women of the Little Magazine Movement (2003)
- Los felices cuarenta (2004)